# Azacualpa, San Pedro Zacapa
Azacualpa är en ort i Honduras.   Den ligger i kommunen San Pedro Zacapa i Departamento de Santa Bárbara, i den västra delen av landet, 120 km nordväst om huvudstaden Tegucigalpa. Azacualpa ligger 373 meter över havet och antalet invånare är 1 258.